# 하우메 도메네크
자우메 도메네크 산체스(스페인어: Jaume Doménech Sánchez, 1990년 11월 5일 ~)은 스페인의 축구 선수로, 현재 발렌시아에서 뛰고있다. 포지션은 골키퍼이다.